# Angorankoi
Angorankoi, Angorankoua ou Angoran est un village inter-urbain du peuple Ébrié, situé dans la commune de Bingerville à Abidjan, la capitale économique de la Côte d'Ivoire.

## Géographie
Le village d'Angorankoi, situé au Sud d'Abidjan dans la commune de Bingerville, fait partie des vingt et un villages de la sous-préfecture de Bingerville devenue commune du district d'Abidjan en 1900,. Il a été dénombré 679 habitants dans ce village inter-urbain après le recensement général de la population de l'habitat en 2014. Ce recensement a été conduit par l'Institut national de la statistique.